# Football Manager 2020
 (novembre 2019).
Si vous disposez d'ouvrages ou d'articles de référence ou si vous connaissez des sites web de qualité traitant du thème abordé ici, merci de compléter l'article en donnant les références utiles à sa vérifiabilité et en les liant à la section « Notes et références ».
Football Manager 2020 officiellement abrégé en FM 2020 est le quinzième opus de la série Football Manager est un jeu de gestion axé sur la simulation et le football.
À noter que le jeu n'est pas disponible pour les plate-formes Linux (pas même sur Steam).

## Système de jeu
Football Manager 2020 propose au joueur de diriger un club de football parmi de nombreux proposés ; il est possible de recruter des joueurs, de leur donner des tactiques de jeu, mais aussi d'organiser des conférences de presse et d’avant-match et des matchs amicaux de pré-saisons.

## Nouveautés
Parmi les nouveautés de cet opus, on peut noter :
- Une amélioration des graphismes;
- Une refonte du centre de formation;
- Des dialogues plus réalistes;
- Amélioration de l'entraineur[2].